# Півче (Донецький район)
Пі́вче — село Харцизької міської громади Донецького району Донецькій області, Україна. Населення становить 61 особу. Відстань до Харцизька становить близько 18 км і проходить переважно автошляхом Н21.

## Населення
За даними перепису 2001 року населення села становило 61 особу, з них 1,64 % зазначили рідною мову українську та 98,36 %— російську.